# Christopher Ferguson
Christopher John Ferguson (Philadelphia, 1 september 1961) is een Amerikaans ruimtevaarder. Ferguson zijn eerste ruimtevlucht was STS-115 met de spaceshuttle Discovery en vond plaats op 15 maart 2009. Tijdens de missie werden verschillende onderdelen, waaronder de beweegbare zonnepanelen P3/P4 Truss, naar het Internationaal ruimtestation ISS gebracht.
Ferguson maakte deel uit van NASA Astronautengroep 17. Deze groep van 32 ruimtevaarders begon hun training in 1998 en had als bijnaam The Penguins. 
In totaal heeft Ferguson drie ruimtevluchten op zijn naam staan. In 2011 verliet hij NASA en ging hij als astronaut met pensioen. Hij ging aan de slag bij Boeing om te werken aan het Commercial Crew-programma. Aanvankelijk zou hij namens Boeing als test-astronaut in een Boeing Starliner naar het ISS vliegen. Maar door de vertraging van de oplevering van de Starliner paste een ruimtevlucht in 2021 niet meer in zijn schema wegens wat hij omschreef als "belangrijkere familiegebeurtenissen". Daarom zag hij op 7 oktober 2020 daar vanaf. Hij blijft wel voor het Starlinerprogramna werken.